# Municipio de Sancti Spíritus
Municipio de Sancti Spíritus är en kommun i Kuba.   Den ligger i provinsen Provincia de Sancti Spíritus, i den centrala delen av landet, 300 km öster om huvudstaden Havanna. Antalet invånare är 133 843. Arean är 1 151 kvadratkilometer.
Terrängen i Municipio de Sancti Spíritus är platt åt nordost, men åt sydväst är den kuperad.